# Stade Jos Nosbaum
Lo stadio Jos Nosbaum è uno stadio di calcio situato a Dudelange, in Lussemburgo. È la sede casalinga della F91 Dudelange e occasionalmente ospita i match come campo da baseball del Dudelange Red Sappers.
Lo stadio ha una capacità totale di 4.650 spettatori. La tribuna coperta ha 592 posti. Questi sono composti da 400 posti normali, 150 posti VIP e 42 posti a sedere. Ci sono 965 posti sul bancone senza faccia. Inoltre, lo stadio offre 1.700 posti in piedi senza equipaggio.
Nel 2006 ha ospitato due gare dei campionati europei di calcio Under 17.